# Big Time Dreams
Big Time Dreams (en Latinoamérica Sueños en Grande) es el último episodio de la serie Big Time Rush; está compuesto por dos partes, los últimos 2 episodios de la cuarta temporada, y, de la serie. El episodio se estrenó en Estados Unidos el jueves 25 de julio de 2013, en Latinoamérica el viernes 20 de diciembre de 2013 en el especial de la semana de estrenos del final de temporada de Big Time Rush, que estrenó los últimos episodios del martes 17 de diciembre al viernes 20 de diciembre de 2013.

## Sinopsis
Los chicos están invitados a la edición número 24 de los Tween Choice Awards, donde los chicos están nominados, y también son elegidos para cerrar el show. Pero antes de que el cuarteto se pueda subir al escenario, descubren un plan maligno para lavar el cerebro a todo el público. Así que B.T.R. tiene que acabar con los malos y tiene que asegurarse de que el espectáculo de los Tween Choice estén para la fecha prevista, el episodio termina en una gran fiesta en la piscina de "Palm Woods" donde cantan el tema principal "Big Time" con la que acaban la temporada y al igual que la serie.

## Reparto
- Kendall Schmidt como Kendall Knight.
- James Maslow como James Diamond.
- Carlos Pena como Carlos García.
- Logan Henderson como Logan Mitchell.
- Tanya Chisholm como Kelly Wainwright.
- Stephen Kramer Glickman como Gustavo Rocque.
- Ciara Bravo como Katie Knight.

### Invitados
- Nick Cannon como él mismo.[1]
- Austin Mahone como él mismo.[1]
- Alexa Vega como ella misma.
- Ryan Newman como ella misma.
- Karmin como ellos mismos.
- Mindless Behavior como ellos mismos.

### Recurrentes
- Katelyn Tarver como Jo.
- Erin Sanders como Camille.
- Challen Cates como Sra. Knight
- David Anthony Higgins como Bitters.
- Malese Jow como Lucy.
- Daran Norris como Buddha Bob.
- Matt Riedy como Griffin.
- David Cade como Jett.
- Kelli Goss y Savannah Jade como Las Jennifers.